# Habitatge a la carretera Laureà Miró, 23 (Sant Feliu de Llobregat)
L'Habitatge a la carretera Laureà Miró, 23 és una obra de Sant Feliu de Llobregat (Baix Llobregat) protegida com a Bé Cultural d'Interès Local.

## Descripció
Edifici entre mitgeres amb façana simètrica en la qual destaquen els elements de ventilació de les golfes, barana de coronament de la façana que amaga la coberta, i el cos de perllongació de l'escala que arriba fins a la planta per sobre de la teulada. A la façana hi ha un element amb la inscripció de la data 1903.